# Brigitte Geffroy
Brigitte Geffroy, née le 10 mars 1964, est une taekwondoïste française.
Elle remporte la médaille de bronze dans la catégorie des moins de 65 kg aux Championnats d'Europe de taekwondo 1990 et aux Championnats d'Europe de taekwondo 1992. Elle participe au tournoi de sport de démonstration de taekwondo aux Jeux olympiques d'été de 1992 dans la catégorie des moins de 65 kg ; elle remporte la médaille d'argent.